# 蒙蒂阿普拉齐韦尔
蒙蒂阿普拉齐韦尔是巴西圣保罗州的一个市镇。总面积482.934平方公里，总人口19085人，人口密度39.5人/平方公里。